# سوخوفي (رياح)
سوخوفي (رياح) Sukhovei

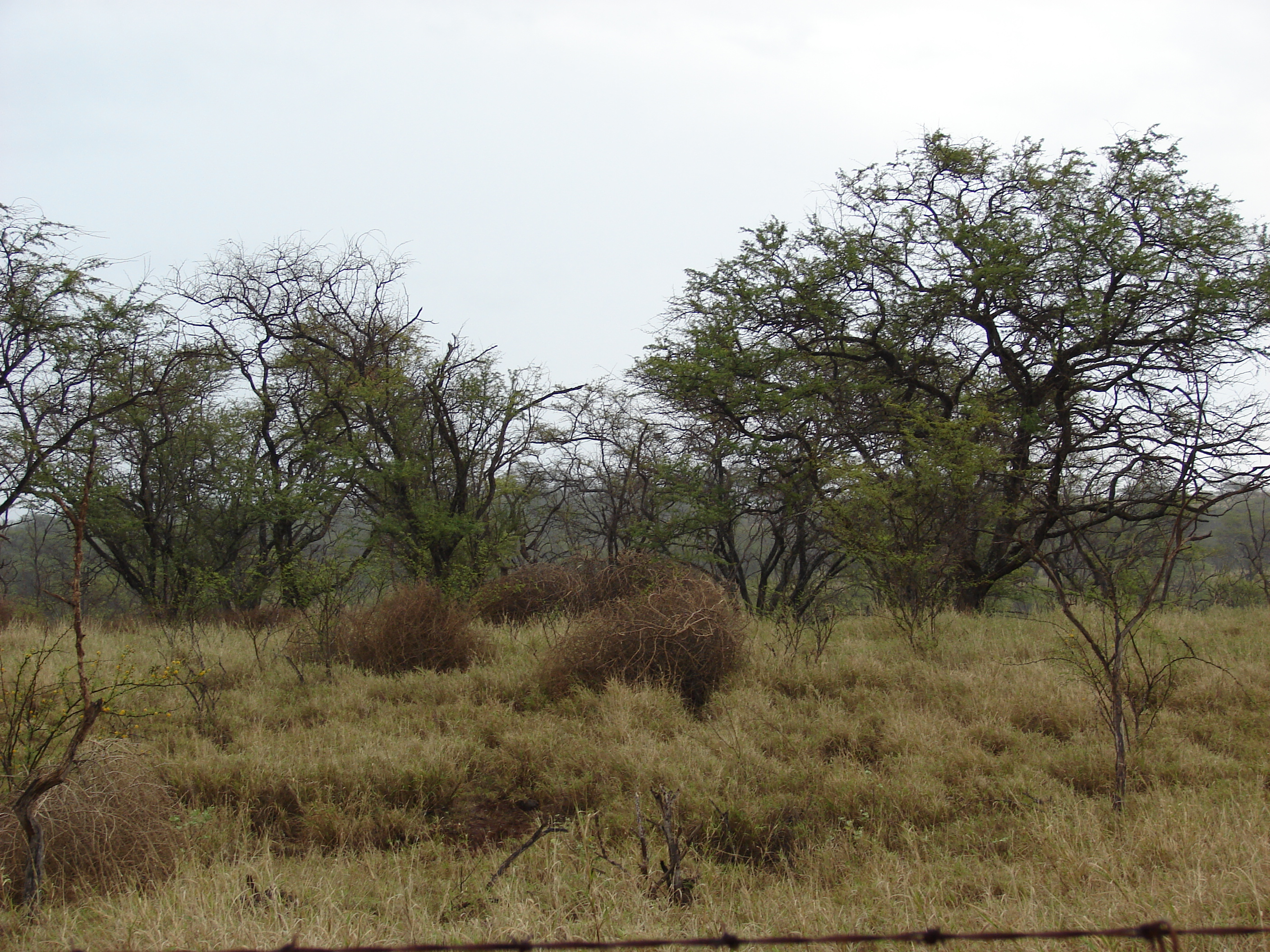

رياح السوخوفي: اسم رياح معروفة في الاتحاد السوفيتي، وهي رياح جنوبية شرقية حارة جافة تهب في فصل الصيف على الجزء الجنوبي الشرقي من القسم الأوروبي من الاتحاد السوفيتي، وعلى أراضي جمهورية كازاخستان السوفيتية، ويصاحب هبوب هذه الرياح ارتفاع في درجة الحرارة تصل أثناءها إلى 40 مْ وتهبط الرطوبة النسبية إلى ما دون 25%.
المصدر: المعجم الجغرافي المناخي